# Église Saint-Étienne de Port-sur-Saône
Pour les articles homonymes, voir Église Saint-Étienne.
L'église Saint-Étienne de Port-sur-Saône est une église catholique située à Port-sur-Saône, dans la Haute-Saône. L'édifice date de 1787.
Son architecture est représenté de deux arcs de cercle concaves, entouré par huit pilastres, qui encadrent le clocher-proche couvert d'un toit à l'impérial. Le bâtiment est de style église-halle. L'église fait l'objet d'une inscription au titre des monuments historique depuis le 9 décembre 1946.

## Histoire
L'« ordonnance sur le fait des eaux et forêts »  d'août 1669 avait entraîné la mise en place par Colbert d'une nouvelle organisation des Eaux et Forêts. Avec son rattachement à la France, après le traité de Nimègue entre la France et l'Espagne, la Franche-Comté intègre la « Grande maîtrise des eaux et forêts des Duché et Comté de Bourgogne, Besse et Alsace » qui a pour objet la gestion des forêts royales et ecclésiastiques.
L'église médiévale enchâssée dans un prieuré clunisien fondé en 1020, rattaché depuis 1658 au collège des jésuites de Vesoul est en mauvais état. Face à l'augmentation de la population de Port, elle est devenue trop petite. En 1749, à la demande du curé de Port, un chanoine de Vesoul mandaté par l'archevêque de Besançon reconnaît que l'ancienne église prieurale que « le chœur menaçait une ruine prochaine » et était « fort vieille ». Des réparations sont faites, mais en 1772, le subdélégué de Vesoul constate l'exiguïté de la nef réservée aux paroissiens. Cette partie de l'église avait été étayée. Pour célébrer les offices, elle avait été finalement abandonnée au profit d'une chapelle attenante.
De 1772 à 1775, plusieurs délibérations de la communauté de Port-sur-Saône sur l'amélioration de l'église se succèdent après des expertises et la présentation de projets ordonnés par le subdélégué à Vesoul, Gabriel Miroudot de Saint-Ferjeux. Les habitants choisissent une reconstruction à neuf plutôt que des réparations et abandonnent le site de l'ancienne église pour implanter la nouvelle église au centre de l'agglomération. Cette solution impose d'acquérir et d'abattre des maisons.
Un premier projet dressé en 1772 par le sous-ingénieur des ponts et chaussées Jean-Baptiste Thiery (1721-1774) pour recevoir 2 120 personnes est abandonné.

## Galerie d'images

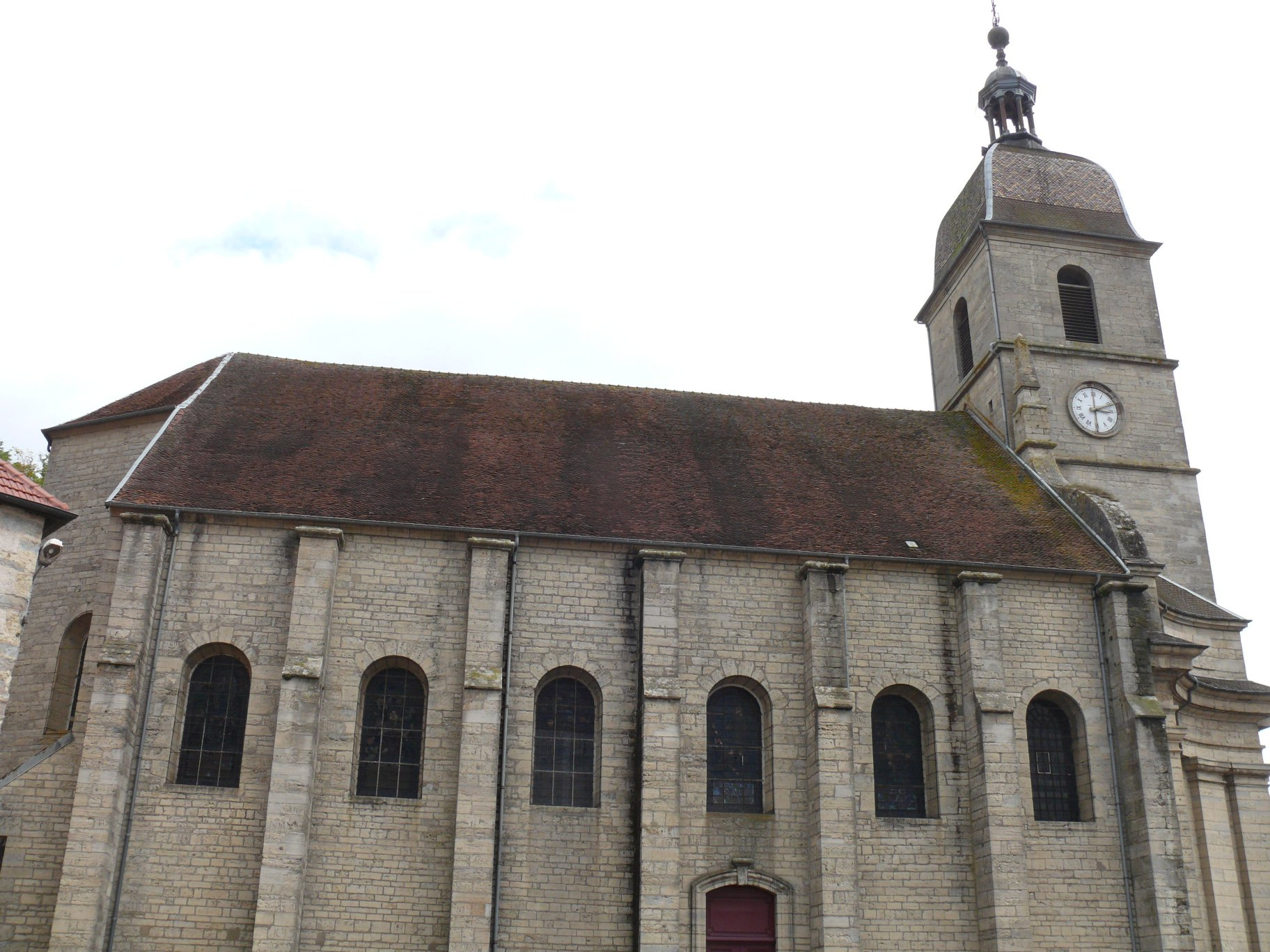
Le flanc
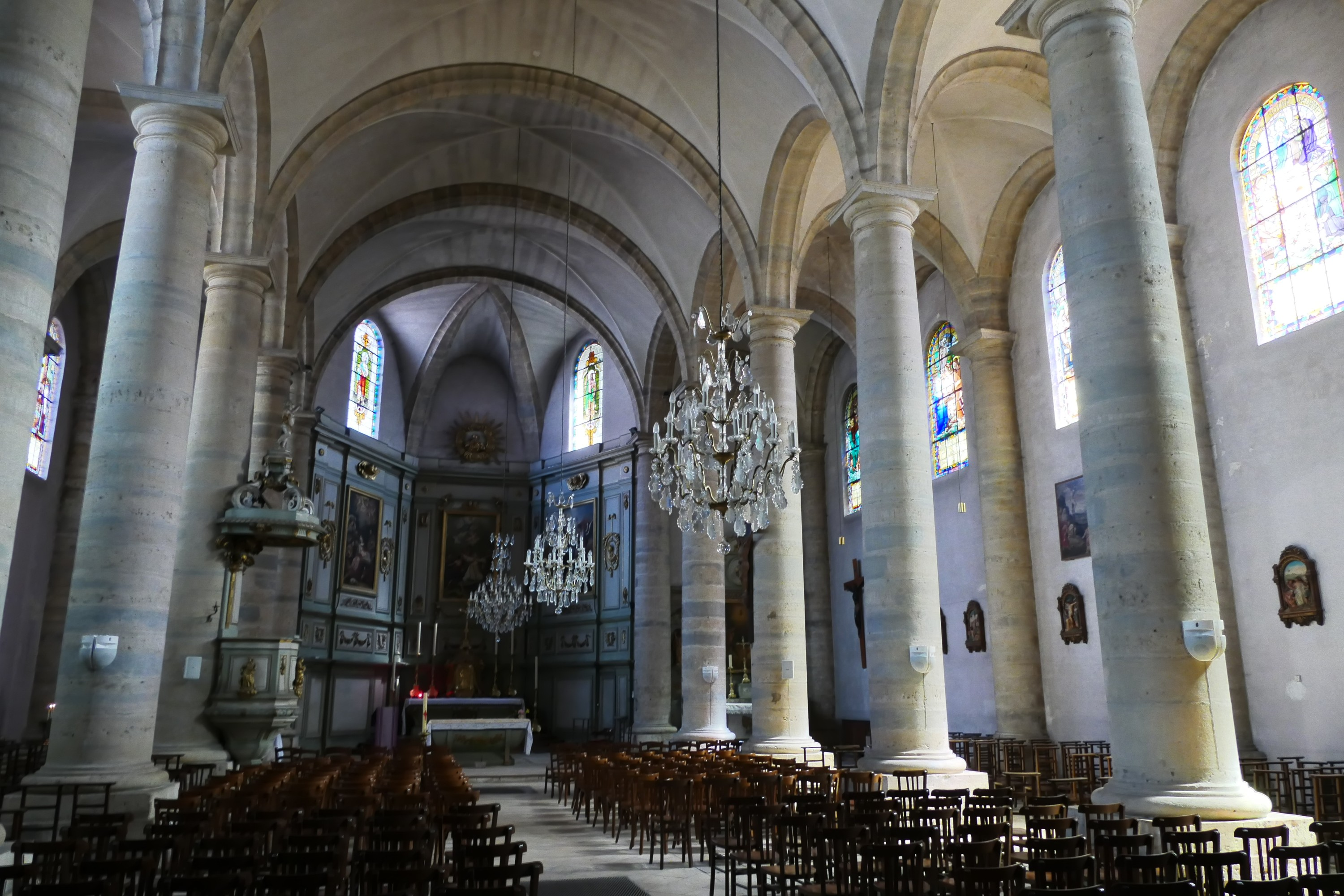
La nef
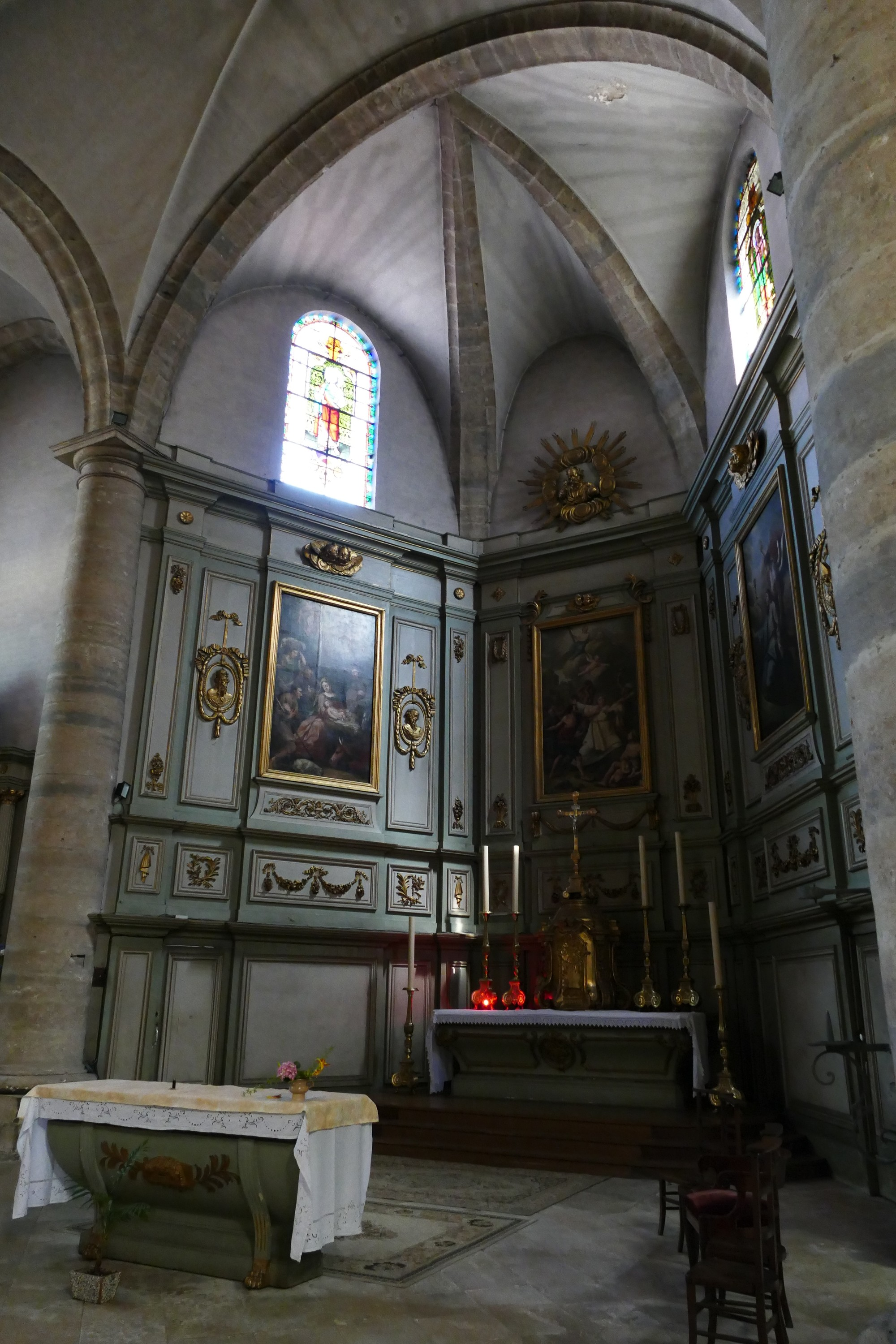
Le chœur
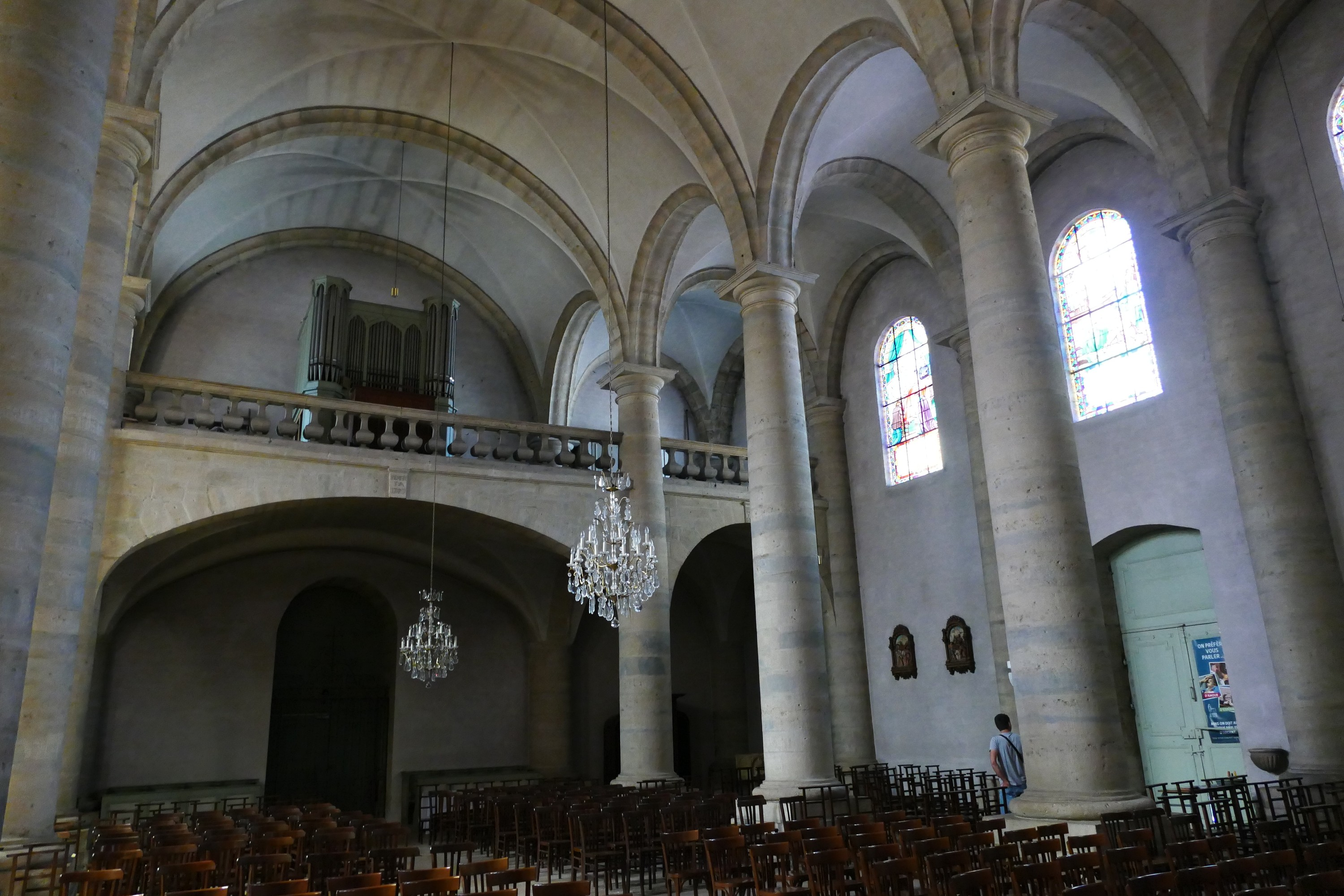
L'entrée
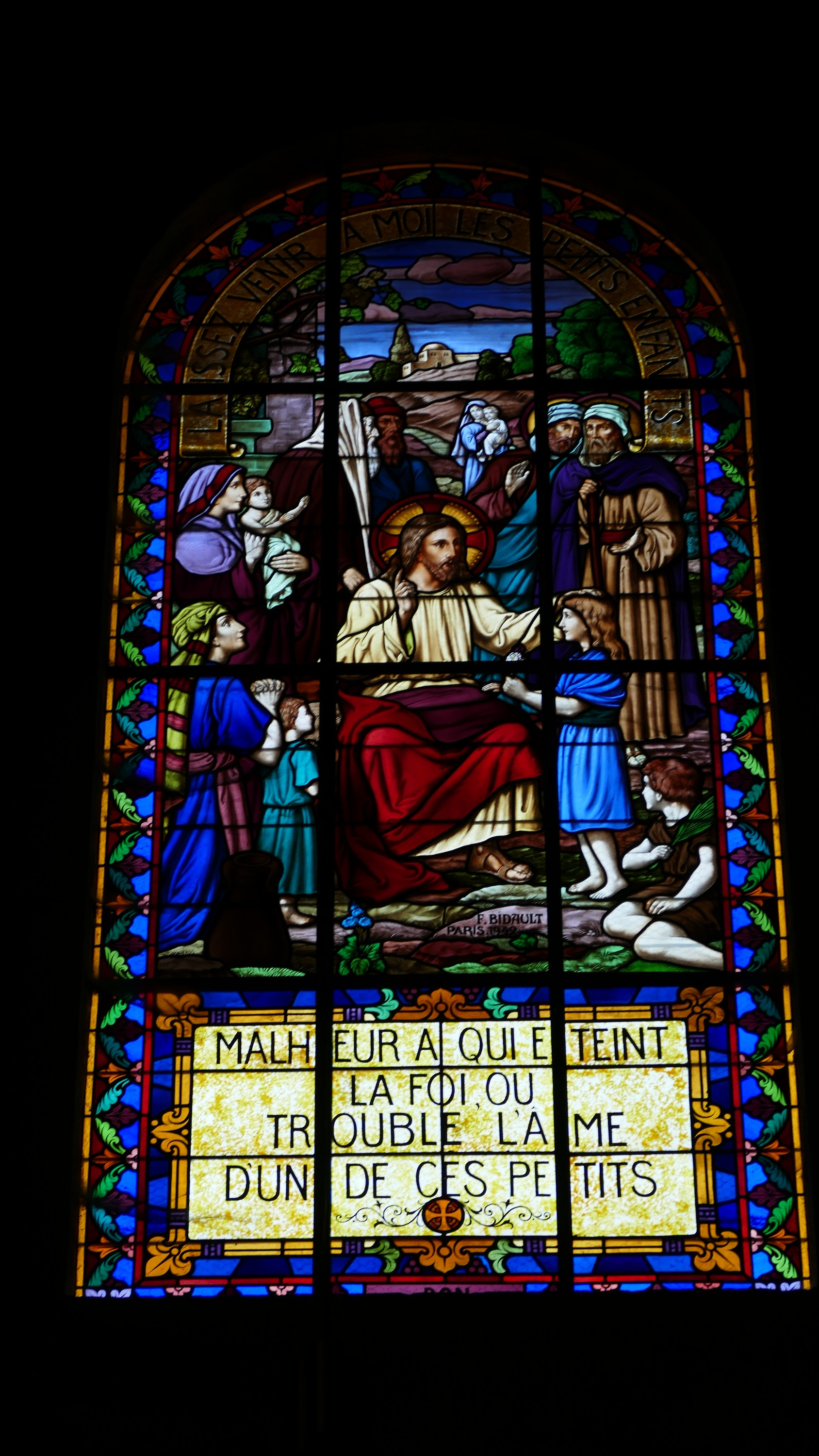
Vitrail
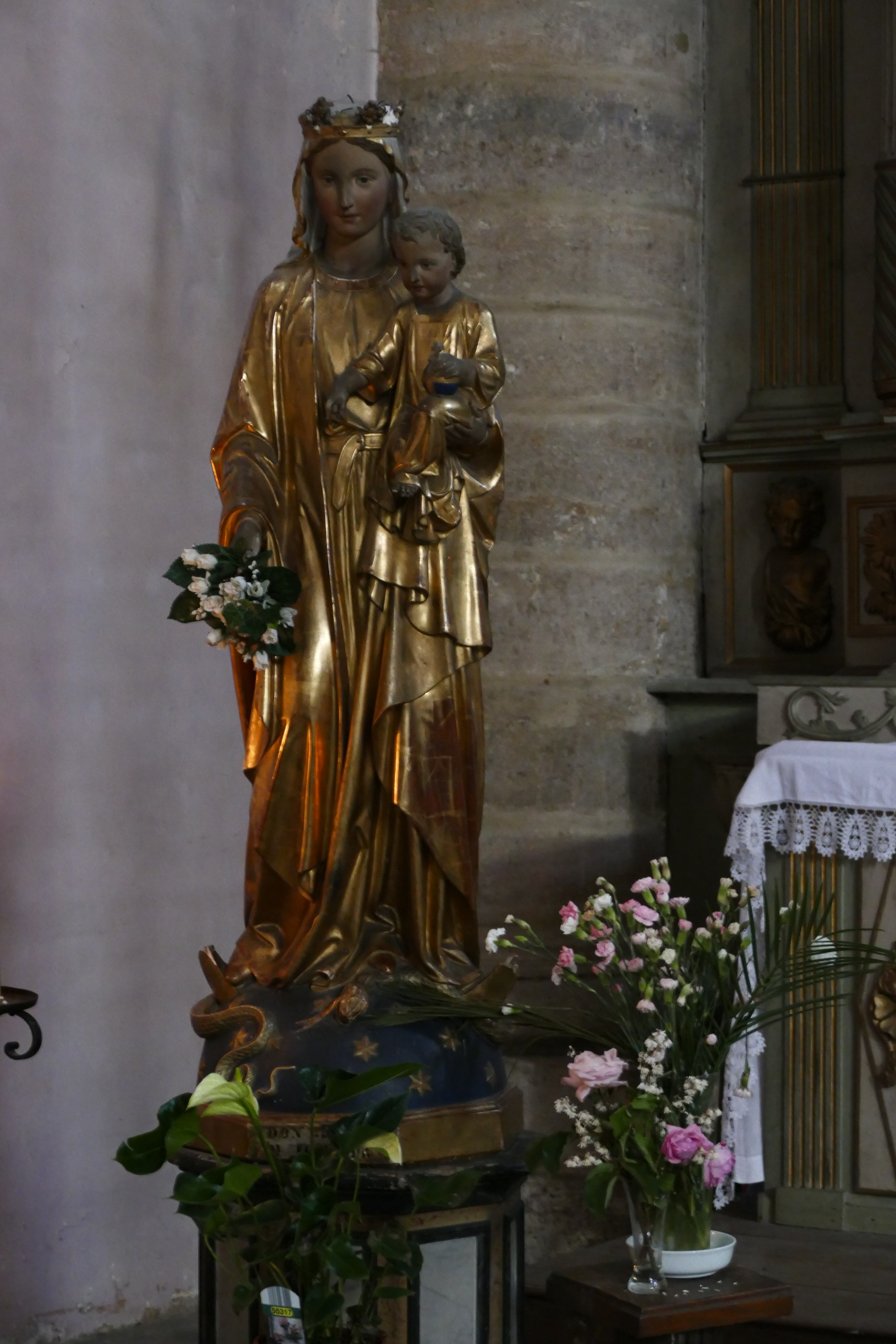
Vierge à l'Enfant